# Sandra Soldan
Sandra Soldan (Niterói, 27 de dezembro de 1973) é uma ex-triatleta profissional e médica brasileira.
Sandra Soldan disputou as Olimpíadas de 2000 e 2004, ficando em 11º e sem tempo respectivamente. Atualmente é diretora da antidoping da CBDA. 